# Liste der Stadtviertel von Marseille
Die Stadt Marseille besteht aus insgesamt 111 Stadtvierteln (frz. Quartier), die sich auf 16 Stadtbezirke (frz.: Arrondissements) aufteilen.
| Arrondissement     | Viertel | Bevölkerung 1999                                           | Bevölkerung 2006                                            |
| ------------------ | --- | ---------------------------------------------------------- | ----------------------------------------------------------- |
| 1. Arrondissement  | - Belsunce - Le Chapitre - Noailles - Opéra - Saint-Charles - Thiers                                                                                       | 8622 7221 4570 4033 7973 4969                              | 9824 7095 5819 4288 8363 5639                               |
| 2. Arrondissement  | - Arenc - Les Grands Carmes - Hôtel de Ville - La Joliette                                                                                                 | 1422 9629 6676 6855                                        | 1473 8289 7592 8205                                         |
| 3. Arrondissement  | - Belle de Mai - Saint-Lazare - Saint-Mauront - La Villette                                                                                                | 12190 9499 13214 6804                                      | 13913 10558 12718 7462                                      |
| 4. Arrondissement  | - La Blancarde - Les Chartreux - Chutes-Lavie - Cinq Avenues                                                                                               | 13957 8823 8141 12859                                      | 14615 9457 8769 13777                                       |
| 5. Arrondissement  | - Baille - Le Camas - La Conception - Saint-Pierre | 9585 14517 9084 8200                                       | 11398 15330 9101 8432                                       |
| 6. Arrondissement  | - Castellane - Lodi - Notre-Dame du Mont - Palais de Justice - Préfecture - Vauban                                                                         | 6570 8520 7045 5323 3615 10087                             | 6973 8958 7421 5429 4088 10347                              |
| 7. Arrondissement  | - Bompard - Endoume - Les Îles - Le Pharo - Le Roucas Blanc - Saint-Lambert - Saint-Victor                                                                 | 4188 5658 95 5929 4030 9400 6673                           | 4153 5504 86 5914 3762 9173 6854                            |
| 8. Arrondissement  | - Bonneveine - Les Goudes - Montredon - Périer - La Plage - La Pointe Rouge - Le Rouet - Sainte-Anne - Saint-Giniez - Vieille-Chapelle                     | 4706 423 4858 12706 2337 9054 9078 13836 10246 8102        | 4970 235 4880 13518 2951 8681 11104 13043 10238 8262        |
| 9. Arrondissement  | - Les Baumettes - Le Cabot - Carpiagne - Mazargues - La Panouse - Le Redon - Sainte-Marguerite - Sormiou - Vaufrèges                                       | 7235 10757 193 17116 5867 5289 5028 20707 568              | 6696 10806 1011 17605 5480 5675 6830 20607 620              |
| 10. Arrondissement | - La Capelette - Menpenti - Pont-de-Vivaux - Saint-Loup - Saint-Tronc - La Timone                                                                          | 8306 2712 3914 15341 14177 4713                            | 8431 2914 4193 15120 13959 5524                             |
| 11. Arrondissement | - Les Accates - La Barasse - Les Camoins - Éoures - La Millière - La Pomme - Saint-Marcel - Saint-Menet - La Treille - La Valbarelle - La Valentine        | 905 2476 3238 1257 2869 18153 9550 2287 652 9761 2372      | 1088 2377 4085 1309 3076 17681 10042 2321 828 9761 3131     |
| 12. Arrondissement | - Les Caillols - La Fourragère - Montolivet - Saint-Barnabé - Saint-Jean du Désert - Saint-Julien - Les Trois-Lucs                                         | 8881 7277 11477 12187 2920 9552 4110                       | 8606 7172 12199 12507 2798 9820 4806                        |
| 13. Arrondissement | - Château-Gombert - La Croix-Rouge - Malpassé - Les Médecins - Les Mourets - Les Olives - Palama - La Rose - Saint-Jérôme - Saint-Just - Saint-Mitre       | 3406 3621 10340 1065 1677 14565 2318 13537 9608 13347 6690 | 4728 5165 11535 1061 1759 14269 2651 14153 10578 13755 7173 |
| 14. Arrondissement | - Les Arnavaux - Bon-Secours - Le Canet - Le Merlan - Saint-Barthélémy - Sainte-Marthe - Saint-Joseph                                                      | 6340 11116 7311 8439 15920 5095 2534                       | 6004 11672 8737 8765 17831 5149 3161                        |
| 15. Arrondissement | - Les Aygalades - Les Borels - La Cabucelle - La Calade - Les Crottes - La Delorme - Notre-Dame Limite - Saint-Antoine - Saint-Louis - Verduron - La Viste | 6224 4518 7386 5956 2565 5939 10590 5997 7461 9283 4966    | 6714 4782 8328 6542 3307 6860 10671 6102 8125 8689 5663     |
| 16. Arrondissement | - L’Estaque - Les Riaux - Saint-André - Saint-Henri | 5994 787 4009 5718                                         | 6010 733 5012 5628                                          |